# Vanløse Idræts Forening
El Vanløse Idræts Forening és un club de futbol danès de la ciutat de Copenhaguen, al barri de Vanløse.

## Història
El club va néixer l'any 1921. Guanyà la copa de Dinamarca l'any 1974. Al club han jugat homes com Preben Elkjær i Michael Laudrup.

## Palmarès
- Copa danesa de futbol: 
  - 1974